# Symplocos excelsa
Symplocos excelsa là một loài thực vật có hoa trong họ Dung. Loài này được L.O. Williams miêu tả khoa học đầu tiên năm 1970.